# バーレーン要塞
バーレーン要塞（バーレーンようさい）ないしバーレーン砦（バーレーンとりで）は、バーレーンに残る遺跡である。紀元前3千年紀から16世紀に至るまで、時代ごとに新たな建造物が積み重ねられてきたテルであり、2004年の段階では全体の25%が発掘されていたにすぎなかった。しかし、その時点で、その顕著な普遍的価値は明白であるとICOMOSからも認められ、2005年の第29回世界遺産委員会でバーレーン初の世界遺産リスト登録物件となった。

## 概要
登録物件はマナーマの西約5.5kmの場所に位置する北部県のアル＝カラという村にある。遺丘だけでなく、その北西に位置する海の塔、周辺の礁群と海域、そしてナツメヤシの木立も登録地域に含まれる。緩衝地帯は主に西側と北側にあるヤシの木立や周辺の農地からなる。
遺跡の歴史は遅くとも紀元前2300年ころに遡る。古代にこの地はディルムンの中心地であったと推測されている。ディルムンは、シュメール人の神話では世界が生まれた場所とされる事もある地名で、メソポタミア文明とインダス文明を繋ぐ交易の要衝であったと推測されている場所だが、その詳細にはなお不明な点も少なくない。そのかつての姿を明らかにする上で、この遺跡、特に他の地域には見られない宮殿群の遺構などは、重要である。また、この遺跡にあるナツメヤシシロップを製造するマドバサという建物は世界で最も古いマドバサの1つである。
この遺跡には地理的条件に由来する特徴もある。海に面したこの地は、交易の要衝であることから古来様々な強国に支配されてきた。そのため、遺跡は単にディルムンのものだけではなく、その後のサーサーン朝様式、イスラーム様式、さらには16世紀に入植したポルトガルの様式まで、様々な建築物が積み重なっているのである（最上層はポルトガルの要塞）。単にディルムンの遺跡というだけなら他にもあるが、これほど多彩な様式の建造物群が一箇所の遺跡に蓄積している例はなく、世界遺産登録に際してはその点も評価された。

## 調査と保存
この遺跡は1954年に始まったデンマーク人学者による発掘を皮切りに、フランス人やバーレーン人の学者たちによって調査が行われてきた。バーレーンで1995年に制定された考古遺跡の保存に関する法律によって遺跡全体は保護されており、全体の3割に当る私有地も、土地利用上の制約を負っている。

## 世界遺産
2005年に世界遺産に登録された。登録当初の名称は、「バーレーン要塞の考古遺跡」（Qal'at al-Bahrain Archaeological Site / le Site archéologique de Qalaat al-Bahreïn）だったが、2006年に現在の名称に変更された。

### 登録基準
この世界遺産は世界遺産登録基準のうち、以下の条件を満たし、登録された（以下の基準は世界遺産センター公表の登録基準からの翻訳、引用である）。
- (2) ある期間を通じてまたはある文化圏において、建築、技術、記念碑的芸術、都市計画、景観デザインの発展に関し、人類の価値の重要な交流を示すもの。
- (3) 現存するまたは消滅した文化的伝統または文明の、唯一のまたは少なくとも稀な証拠。
- (4) 人類の歴史上重要な時代を例証する建築様式、建築物群、技術の集積または景観の優れた例。